# تاكسيارخوس
تاكسيارخوس (ταξίαρχος) هي تعبير في اللغة اليونانية، ويصف رتبة العميد. أتت الكلمة من تاكسيس أو النظام. وفي الأرثوذكسية اليونانية فالتعبير يطلق على الملكين جبريل أو ميكائيل.

## معرض صور